# 阿神
阿神（1992年10月15日—），是台灣YouTuber、遊戲實況主和網路紅人。曾居於高雄市和新北市。於2017年1月19日加入經紀公司點子膠囊（Capsule）。

## 經歷（有人改過）
2009年5月11日，名為“阿神”的YouTube頻道創立。2011年2月24日，與阿謙創建「芋圓柚子OEUR.studio」。2013年2月，主頻道突破10萬訂閱。
2014年4月2日，創立副頻道，原名為「阿神的直播頻道」。2015年2月5日，主頻道突破50萬訂閱。2015年3月21日，與阿謙合作組成頻道「KouKou Brothers 酷酷兄弟」。2017年2月26日，《KouKou Brothers》最後一次上傳影片「《大吃一驚？大吃一斤？》 酷酷兄弟 生活大爆炸」，之後再無更新。
2017年3月9日，主頻道突破100萬訂閱，成為臺灣第三位訂閱數突破100萬的YouTuber。2017年11月23日，與香港YouTuber馬田合創頻道搞神馬，並於2017年12月2日發布第一支影片。
2017年12月7日，於YouTube百萬訂閱名人堂中以臺灣「遊戲類」第一位頻道突破百萬訂閱的YouTuber身分受獎並獲發金獎牌。2018年5月1日，創建YouTube頻道。2019年1月22日，YouTube頻道突破10萬粉絲。2019年8月17日，主頻道突破200萬訂閱，成為臺灣第四位訂閱數突破200萬的YouTuber。8月25日，將自己的副頻道更名為「白瑋崙」。11月27日，《搞神馬》頻道突破100萬訂閱。
2020年3月，在bilibili粉絲數達到90萬，截止3月底，在bilibili獲贊數達1929.2萬，播放數達3.2億。3月31日，由於被爆出2014年的言論疑似表達台獨立場引起一部分中国大陸网友不满而退出bilibili。不久后，帳號即因涉嫌爭議為由被bilibili官方封禁。5月1日，正式關閉自己的bilibili帳號“阿神的Bili官方頻道”，並刪除所有視頻和動態，其認證“Bilibili知名游戏up主”也被bilibili官方收回。
2021年1月，阿神在YouTube社群中發文稱可能於年底結束長達11年的全職YouTuber生涯。
3月2日，阿神在YouTube社群中發文將提早暫停11年來不間斷的日更行程，截止當日，YouTube播放量已達15.6億。2022年4月21日，創立漢堡店「KAMIKAMI BURGER」，以雲端廚房的方式做販售。2022年，擔任新創立的「Intel Gaming Alliance」品牌大使。11月27日，主頻道突破300萬訂閱，成為台灣第四個突破300萬訂閱的YouTuber，也成為台灣第一個遊戲類YTR突破300萬訂閱的人。2023年再次擔任intel gaming Alliance台灣品牌大使。
2023年9月10日，阿神於Twitter發文稱其頻道自10月15日起永久停止更新(其實仍在持續更新)，并只在自己的頻道直播遊戲。
2024年7月初，將副頻道更名為「阿神的副頻道」。
2024年9月20日，阿神開始把直播的錄影製作為視頻，并在頻道進行發布。
2024年11月9日, 阿神再副頻道上發了一部關於"嚴厲斥責, 阿神本名流出"的影片, 並強調自己不叫"吳睿軒"。

## 事件
阿神在2012、2014、2015、2017以及2019年於YouTube和Twitter的政治相關言論被翻出，被部分中國大陸網友認為有台灣本土主義色彩以至於“臺獨”的可能傾向，因此在知乎、B站上被曝光。部分的阿神觀眾（暱稱為Bob）進行回擊，大量的圖片、影片證據被有組織地舉報刪除，而發布證據的頻道主和一些觀眾也都遭到了私信謾罵甚至人肉搜索。阿神在此事件爆發後也在2020年3月30日選擇了離開B站，并于次日遭到bilibili以“争议行为”封锁账号并撤销其知名UP主认证。

## 獎項及提名
| 年份   | 頒獎典禮         | 獎項                     | 結果 |
| ------ | ---------------- | ------------------------ | ---- |
| 2019年 | 2019亞洲電競大賞 | 年度最佳電玩影音內容獎   | 提名 |
| 2019年 | 2019亞洲電競大賞 | 年度最佳電玩影音創作者獎 | 獲獎 |

## 出版作品
| 出版日期       | 書名                                           | 出版社   | ISBN / EAN                               |
| -------------- | ---------------------------------------------- | -------- | ---------------------------------------- |
| 2019年12月20日 | 《阿神大推薦！必玩100款 Minecraft 地圖金殿堂》 | 尖端出版 | ISBN 978-957-108-757-3                   |
| 2021年11月10日 | 《阿神帶你進入YouTube 影音網紅金殿堂》         | 尖端出版 | ISBN 978-626-316-104-7 EAN 4711228587162 |

## 外部連結
- YouTube上的阿神頻道
- YouTube上阿神的副頻道的連結
- 阿神的X（前Twitter）
- 阿神的Facebook專頁
- KAMIKAMI BURGER官方網站 （页面存档备份，存于）
- 芋圓柚子OEUR.studio官方網站 （页面存档备份，存于）